# Hispano-Suiza 66G
L'Hispano-Suiza 66G est un modèle de camion fabriqué par le petit constructeur espagnol indépendant Hispano-Suiza à partir de 1944 puis, après son absorption par l'entreprise d'État ENASA, par Pegaso sous le nom Pegaso I en 1947.

## Histoire de la division poids lourds d'Hispano-Suiza
Au tout début des années 1930, la société Hispano-Suiza, fleuron de l’automobile espagnole, périclitait à la suite de la proclamation de la seconde république espagnole le 14 avril 1931. Après ce brutal changement de régime politique, Hispano-Suiza, qui avait toujours été étroitement liée à la haute bourgeoisie, voit ses ventes s'écrouler en Espagne au point de devoir vendre son usine d'automobiles de Guadalajara à Fiat Hispania, filiale du géant italien Fiat. 
Entre 1931 et 1934, la production se poursuit à un rythme très ralenti. En fin d'année 1935, le président de la société, Damián Mateu, décède. Son fils Miguel lui succède mais les conditions économiques se dégradent encore plus. Les prémices de la guerre civile se font sentir. Les usines automobiles catalanes d’Hispano-Suiza sont nationalisées et leur gestion confiée à des comités d’ouvriers.
En juillet 1936, la guerre civile éclate. Elle va durer jusqu’en avril 1939 avec la défaite des républicains et l’établissement de la dictature du Général Franco. Après la guerre et vu l’isolement politique du pays frappé des sanctions internationales, l’industrie espagnole doit fonctionner en autarcie mais aussi participer au redémarrage des activités économiques vitales pour la population. C’est ce qui va obliger la société à se tourner vers la fabrication de véhicules utilitaires. En 1940, le gouvernement fasciste de Franco lance un appel d’offres pour un camion de 7 tonnes de charge utile qui devra obligatoirement être construit en Espagne. Hispano-Suiza, Fiat V.I., Alfa Romeo V.I. et Saurer font partie de la sélection finale. Le 25 septembre 1941, à l'image de son mentor italien Benito Mussolini qui avait créé l'IRI - Istituto per la Ricostruzione Industriale, Franco fait voter une loi qui crée l’Instituto Nacional de Industria - INI pour rationaliser l’industrie nationale espagnole. En 1946, Hispano-Suiza présente son camion Type 66G étudié après une collaboration avec Alfa Romeo et remporte le marché. Le signe le plus visible de cette collaboration est la cabine dont le style reprend celle de la série de camions Alfa Romeo 900/950.
Mais l'idéologie politique va étendre son influence sur toute l'activité économique du pays. La direction de l'INI estime qu’il ne doit y avoir, en Espagne, qu'un seul grand constructeur national de poids lourds. En 1946, l’usine Hispano-Suiza de camions de Sagrera près de Barcelone est nationalisée et la société ENASA (Empresa Nacional de Autocamiones, S.A.), plus connue sous la marque Pegaso, est créée. Cette nationalisation n'entraîne pas la disparition d’Hispano-Suiza Fabrica automoviles SA qui va poursuivre ses activités de construction de machines outils et même de microcars à partir de 1956.
Cette nouvelle société ENASA est dirigée par l’ingénieur Wifredo Ricart, un transfuge d’Alfa Romeo Italie. Il choisit comme sigle Pégase, le cheval ailé de la mythologie gréco-latine. C’est ainsi que la marque Pegaso est née et que l’Hispano-Suiza 66G va très légèrement évoluer pour devenir Pegaso I.

## Le camion Hispano-Suiza 66
Avec ses 7 tonnes de charge utile, l'Hispano-Suiza Type 66G ou Hispano-Fiat 66G, (G pour Gasolina - essence en espagnol) est un véhicule qui correspondait aux exigences du cahier des charges du gouvernement espagnol de l’époque. Il dispose d'une cabine moderne, héritée de l'Alfa Romeo Type 900 dans laquelle on peut installer une couchette derrière les sièges du conducteur et du passager. Le modèle offre deux versions :
- 66G - avec un moteur essence 6 cylindres en ligne de 5,1 litres de cylindrée développant 110 ch à 3 250 tours par minute et une boîte de vitesses à 2 fois 3 rapports plus multiplicateur,
- 66D - avec un moteur diesel 6 cylindres en ligne de 8,6 litres de cylindrée développant 120 ch à 1 850 tours par minute et une boîte de vitesses à 2 fois 4 rapports plus multiplicateur.

Le véhicule était doté de freins arrière pneumatiques.
En 1946, après la nationalisation d’Hispano-Suiza et son intégration dans la nouvelle société ENASA-Pegaso, l’Hispano-Suiza 66G devient le Pegaso I, surnommé "Mofletes" à cause de ses « joues » très saillantes.
L'Hispano-Suiza 66 a également été décliné en version trolleybus urbain de 60 passagers, autocar de ligne de 40 places, camion fourgon et camion de pompiers.

## Le Pegaso I "Mofletes"
À peine la nouvelle société d'État ENASA créée, le 5 novembre 1946, Wifredo Ricart lance l'étude du premier camion qui va porter la marque Pegaso, tout naturellement baptisé Pegaso I.
Les études seront de courte durée puisque le Pegaso I reprend quasiment tout, avec très peu de changements, de l'Hispano-Suiza 66G, sauf sa motorisation diesel.
Le châssis est conservé mais l'empattement est raccourci de 25 mm à 3 800 mm. Le moteur est celui du 66G dont l'alésage a été porté de 95 à 100 mm 
avec une augmentation de cylindrée de 560 cm3 passant à 5 653 cm3. La cabine aux formes très rondes est strictement identique à celle du 66 ce qui vaudra au Pegaso I le surnom de "Mofletes" à cause de ses « joues » très saillantes.
Comme le H-S 66G, le Pegaso I dispose d'une charge utile de 7 tonnes, conformément au code de la route espagnol de l'époque. Il reprend également la boîte de vitesses du 66 avec ses 2x4 rapports et le pont à double réduction.  Les jantes sont toujours de type "artillerie" et la vitesse maximale sur le plat est de 72 km/h. Le freinage à tringles, un point faible du 66G, est conservé. La consommation annoncée par le constructeur est de 46 litres aux 100 km.
Comme en Italie, les camions espagnols de l'époque avaient le volant placé à droite afin de permettre au conducteur de suivre de plus près le bord de la route et d'empêcher les dépassements car on retenait dangereux qu'un poids lourd double d'autres véhicules. Cette disposition sera abolie dans les années 1960.

## Production Hispano-Suiza 66; Pegaso I "Mofletes" et  Pegaso II
| Année                                              | 1944 | 1945   | 1946 | 1947 | 1948 | 1949 | 1950 | 1951   | 1952   | 1953   | 1954 | 1955 | 1956 | 1957 | 1958 | total |
| -------------------------------------------------- | ---- | ------ | ---- | ---- | ---- | ---- | ---- | ------ | ------ | ------ | ---- | ---- | ---- | ---- | ---- | ----- |
| Hispano-Suiza 66; Pegaso I "Mofletes" et Pegaso II | *    | *(150) | 38   | 119  | 164  | 169  | 179  | (376)* | (621)* | (698)* |      |      |      |      |      | 2139  |
| Pegaso Z-403 Monocasco                             | 0    | 0      | 0    | 0    | 0    | 0    | 0    | *      | *      | *      | *    | *    | *    | *    | 0    | 1186  |

À partir de 1951, les chiffres de production ont été répartis entre Pegaso II et Pegaso Z-403

## Le Pegaso II "Mofletes"
Après seulement quelques mois de commercialisation, le Pegaso I est très rapidement remplacé. En 1947, Pegaso présente le Pegaso II, une simple évolution du Pegaso I. Parmi les améliorations on note la charge utile passe de 7 à 8 tonnes et le freinage abandonne les tringles pour un circuit pneumatique et les baies vitrées du pare-brise peuvent s'entrebâiller. 
Le moteur essence voit sa cylindrée de 5,65 litres conservée. Le très gros défaut de ce moteur était sa consommation excessive : 50 l/100 km alors que l’essence était rationnée à 1 500 litres par mois et par camion ! De plus, bien qu’il s’agisse d’un camion techniquement perfectionné pour l’époque, sa fiabilité mécanique laissait beaucoup à désirer, notamment en raison de l’usure rapide des segments et de la rupture des joints de culasse. Seuls 148 exemplaires seront fabriqués.
En 1949, la version diesel du Pegaso II remplace l'Hispano-Suiza 66D et va bénéficier d'une meilleure réputation. Le moteur, un six cylindres en ligne à injection directe de 9 347 cm3 développe 128 ch DIN à 2050 tr/min ce qui lui permet d'atteindre une vitesse maxi de 78 km/h avec une consommation raisonnable de 28 l/100 km. En 1953, la version Z.203 voit la puissance du moteur diesel portée à 140 ch à 1950 tr/min.
Pour distinguer d'un simple coup d’œil le type de motorisation, il suffisait de regarder la calandre du camion. La version équipée d'un moteur essence disposait de 9 barres horizontales tandis que la version diesel en comptait 13.
Ce camion a servi de base à plusieurs modèles d'autobus et de trolleybus de la marque. Il a été produit à 2 139 exemplaires toutes variantes confondues dont un prototype à propulsion électrique, le Z.601 présenté en 1952. La production s’est arrêtée en janvier 1959.

## Le Pegaso Z.601 électrique
En 1952, Pegaso présente deux prototypes de camions électriques, tous deux dérivés du Pegaso II et baptisés :
- Z.601 - équipé d'un moteur électrique étudié avec le français Sovel - "Societé de Véhicules Electriques Industriels"[6]
- Z.602 - équipé d'un moteur électrique espagnol.

Ces véhicules disposent de batteries ce qui réduit leur charge utile à 6,0 tonnes. Les fortes contraintes liées à la recharge des batteries limiteront fortement les suites commerciales de ces prototypes Leur vitesse maximale extrèmement faible était de 28 km/h. 

## Le tracteur routier Pegaso Z.701
En 1949, Pegaso présente son premier tracteur routier, directement dérivé de la série Pegaso II "Mofletes". C'est avec ce modèle que le constructeur inaugure une nouvelle typologie d'appellation avec la lettre "Z".
Pegaso procède à quelques modifications sur la cabine avec l'ouverture des portes contre le vent abandonnant définitivement les portes suicides, mais conserve les panneaux tôlés de custode, ce qui limite la visibilité du conducteur. Ce modèle sera remplacé par le Pegaso Z.702 en 1955.
Sur ce modèle, Pegaso conserve le moteur diesel, mais actualisé, du Pegaso II de 9,35 litres développant 140 ch à 1.850 tr/min placé longitudinalement à l'avant. Le semi-remorque ainsi constitué dispose d'un PTRA de 22,7 tonnes avec une remorque à deux essieux doubles et pouvait atteindre la vitesse de 72 km/h avec une boîte de vitesses manuelle non synchronisée de 8+2 rapports.

## Le Pegaso Z.203
En 1951, Pegaso présente son premier moteur diesel de sa conception. C'est en fait une amélioration du précédent moteur diesel Hispano-Suiza de 9,35 litres développant toujours 125 ch DIN mais au régime abaissé à 1.850 tr/min.
Ce "nouveau" moteur va être monté sur les Pegaso II qui seront renommés « Pegaso Z.203 ». La charge utile est augmentée à 8 tonnes pour un PTCA de 14,5 tonnes. Une version du Z.203 est homologuée pour tracter une remorque à 2 essieux de 12 tonnes mais sa consommation grimpe en flèche avec 34 litres aux 100 km.
La cabine du Pegaso Z.203 ne bénéficie d'aucunes retouches esthétiques.
Sur les modèles Z.203 fabriqués à partir de 1953, la cabine, héritée du Z.701, reçoit des panneaux de custode vitrés et la puissance du moteur passe de 125 à 140 ch DIN par l'augmentation du régime de 100 tr/min à 1.950 tr/min.

## Production

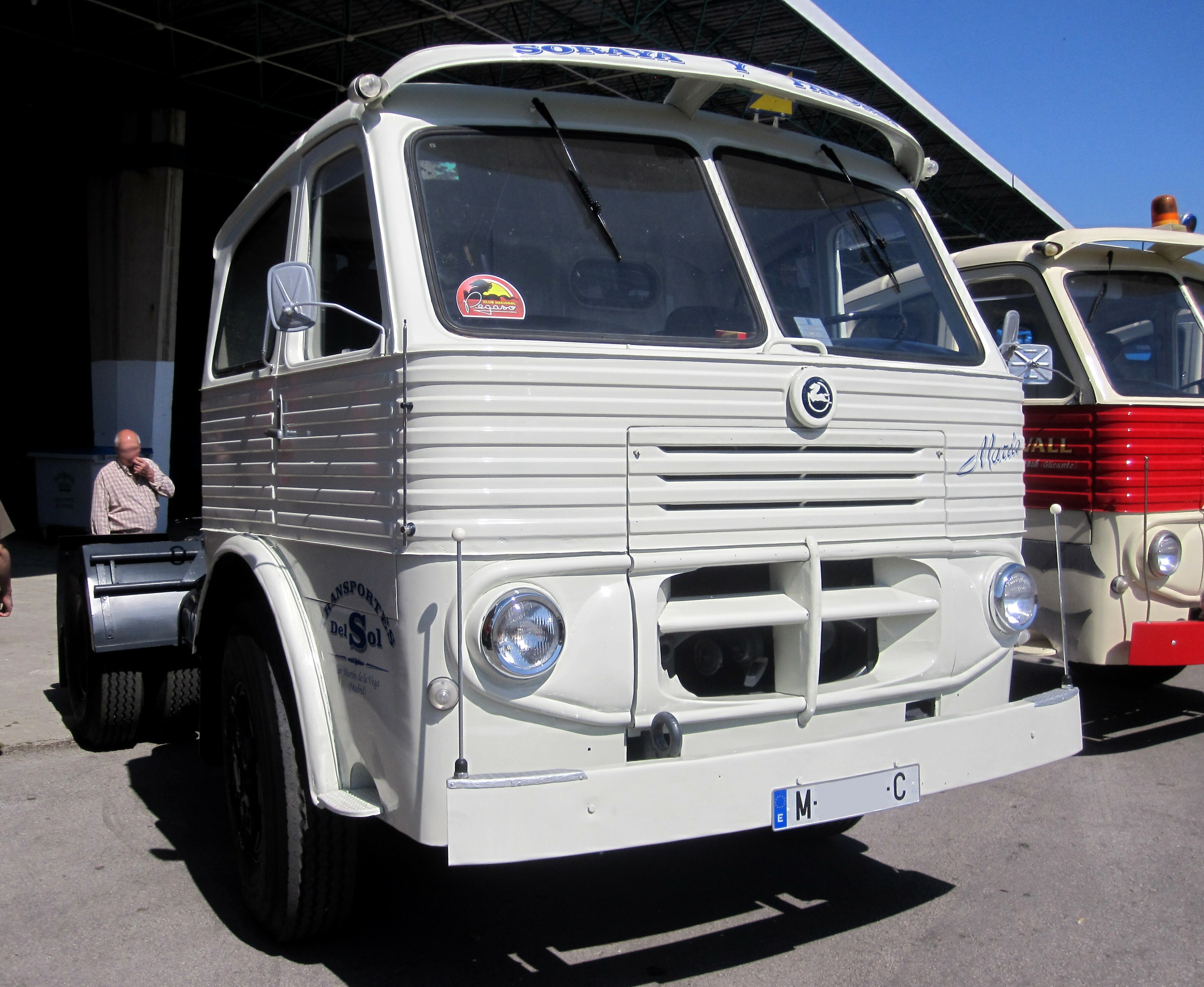
Pegaso Z.207 Barajas

La production des camions s'est poursuivie à partir de 1956 avec le Pegaso Z.207 Barajas, équipé d'un moteur diesel V6 de 7,5 litres développant 110 puis 120 ch permettant une vitesse maxi de 90 km/h. Sur la calandre, la croix, déjà vue sur les voitures de sport de la marque, fait son apparition. Ce sera la signature des camions Pegaso pendant des décennies.